# 深夜の告白
『深夜の告白』（しんやのこくはく、原題: Double Indemnity）は、1944年のアメリカ合衆国の犯罪映画。監督はビリー・ワイルダー、出演はバーバラ・スタンウィック、フレッド・マクマレイ、エドワード・G・ロビンソンなど。パラマウント社作品。モノクロ。日本では1953年に公開された。
「倍額保険」の題名は、自動車など他の交通機関に比べて乗車中の危険率が低い鉄道での死亡事故が起きた場合、通常の生命保険契約の倍の保険金が支払われる、という作中での設定による。

## ストーリー

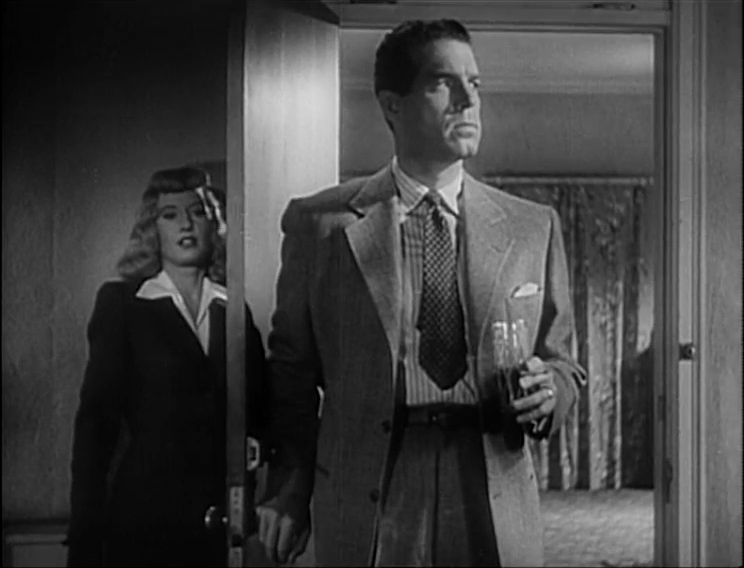
スタンウィック（左）とマクマレイ。映画中盤、ネフのアパートメント玄関でのシークエンス

1938年7月16日の深夜、車を蛇行させつつ保険会社のビルに乗り付けた男は、よろめきながら無人のオフィスにたどり着き、ディクタフォン（事務用録音機）をセットして、自らの罪の告白を始める。
同じ年の5月末、ロサンゼルスの保険会社の敏腕外交員であるウォルター・ネフ（フレッド・マクマレイ）は、顧客の実業家ディートリクスンの自宅で、美貌の後妻フィリス（バーバラ・スタンウィック）に出逢う。フィリスに誘惑されたネフは彼女と不倫の関係に陥り、結果、倍額保険金目的のディートリクスン殺しに荷担してしまう。
ディートリクスンを欺いての倍額保険契約締結、不慮の事故で怪我を負ったディートリクスンを、敢えて列車でスタンフォード大学の同窓会の会合に出席させるよう巧みに仕組んだフィリスの工作、駅頭や列車内で「ディートリクスン氏」の目撃者を作るためのネフの変装など、殺人は周到な偽装のもとに仕組まれ、実行される。
結果、ディートリクスンの死は単なる列車転落事故として処理され、保険金殺人は完全に成功したと思われたが、保険会社でのネフの同僚である敏腕調査員バートン・キーズ（エドワード・G・ロビンソン）は、長年の経験による勘から疑問を抱き、死亡保険金支払いを差し止めさせて、フィリスの身辺調査に乗り出す。
保険金も得られないまま、手詰まりの膠着状態に追い詰められたネフとフィリスは、運命共同体という立場にありながら、相互不信に陥る。
それにつれてフィリスの恐るべき正体が徐々に明らかとなり、さらにフィリスが亡夫の娘ローラの元恋人ニノとも関係していることを知ったネフは、フィリスと手を切ることを決意する。しかし、別れ話の末にフィリスは隠し持っていた銃でネフを撃つ。肩を撃たれたネフは、2発目を撃つことができずにいたフィリスから銃を取り上げると、抱きついてきたフィリスを撃ち殺す。
全てを告白したネフの前にキーズが現れる。ネフはメキシコへ向けて逃亡しようとするが、出血多量で力尽きて倒れ込むと、救急車を呼んできたキーズにつけてもらった火でタバコを吸う。

## キャスト
※括弧内は日本語吹替
- ウォルター・ネフ: フレッド・マクマレイ - 保険外交員。
- フィリス・ディートリクスン（英語版）: バーバラ・スタンウィック（沢田敏子） - 実業家の後妻。元看護師。
- バートン・キーズ: エドワード・G・ロビンソン（渡部猛） - 保険調査員。
- ディートリクスン氏: トム・パワーズ（英語版） - 初老の実業家。フィリスの夫。
- ローラ・ディートリクスン: ジーン・ヘザー（英語版） - ディートリクスンと既に死亡した先妻との間の娘。フィリスの継子に当たる立場だが、フィリスを憎む。
- ニノ・ザケッティ: バイロン・バー（英語版） - ローラの恋人。
- ジャクソン: ポーター・ホール（英語版） - ディートリクスンが死亡した事件の証人。

## 主な受賞歴

### アカデミー賞
ノミネート
アカデミー作品賞
アカデミー監督賞：ビリー・ワイルダー
アカデミー主演女優賞：バーバラ・スタンウィック
アカデミー脚本賞：レイモンド・チャンドラー、ビリー・ワイルダー
アカデミー撮影賞 (白黒部門)：ジョン・サイツ
アカデミー録音賞：ローレン・ライダー
アカデミー作曲賞：ミクロス・ローザ

## 作品の成立事情
脚本家出身のビリー・ワイルダーによる監督第3作で、彼と作家レイモンド・チャンドラーとの共同脚本である。
ワイルダーは、1943年に北アフリカでの戦車戦を題材にしたサスペンス映画『熱砂の秘密』（フランチョット・トーン、アン・バクスター、エリッヒ・フォン・シュトロハイムらが出演）を製作してヒットさせ、次の作品の想を練っていた。
ジェームズ・ケインの小説『倍額保険』を読んで、その内容を気に入ったワイルダーは、長くコンビを組んできた脚本家チャールズ・ブラケットに「これを映画化したい、シナリオにできるだろうか」と差し出した。
しかし、スクリューボール・コメディの優れた書き手ながら根は旧式な道徳主義者のブラケットは、この当時としては極めてインモラルな小説を一読するや「糞だな」と評し、脚本化をにべもなく拒否したという。
そこで映画会社と契約を結んだばかりのチャンドラーがワイルダーと組むことになった。しかし初老で気難しく、映画脚本は初挑戦のチャンドラーと、まだ30代で洒脱な性格、脚本家としては既に一流だったワイルダーは、およそ正反対のタイプで非常に折り合いが悪かった。「軽薄に見える」ワイルダーの言動に何かと機嫌を損ねるチャンドラーと、映画シナリオ執筆の流儀に通じていないチャンドラーの扱いに閉口するワイルダーとの軋轢は深刻で、執筆は難航したという。
しかもチャンドラーは、ジェームズ・ケインの作品が大嫌いであった（それでも仕事を受けたのは、カネ目当てで、映画会社と高額の報酬で脚本家契約を結んでいたからである）。とかく我の強いチャンドラーは、原作者のケインが同席した製作会議の席でも容赦なく原作を罵倒したというが、ケインは賢明にも沈黙を守った。
ともあれ、この映画にはチャンドラー得意の鮮やかな修辞と、ワイルダー流の辛辣な人物造形（および、隠し味のユーモア）が随所に見られる。
そのストーリーは、フィルム・ノワールの体現と言っても良く、破滅に直面する主人公の回想によって物語を描く、というスタイルは、フィルム・ノワールの基本手法の一つとさえなった。
ワイルダー演出、ジョン・サイツ撮影による、重苦しく不安を誘う映像には、フィルム・ノワールの典型として、ドイツ表現主義の影響が如実に見られる。夜間撮影のシーンは本作の白眉であり、特に実際のロサンゼルス駅周辺で、この地域の治安の悪さをおして夜間ロケーションを敢行した偽装工作シーン前後のサスペンスは、極めて秀逸なものとなった。
抑制されながらも不安に満ちた伴奏音楽はミクロス・ローザによるもので、後のサスペンス映画音楽の範となっている。

## 出演俳優たち

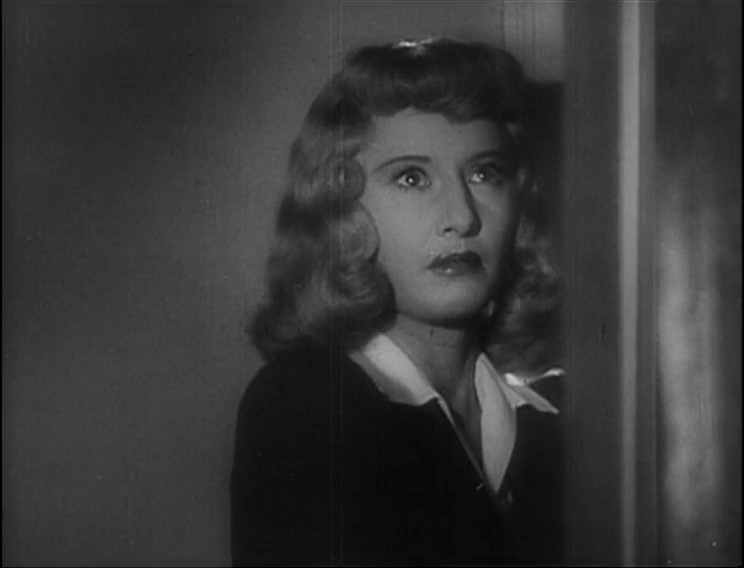
バーバラ・スタンウィック

フィリスというキャラクターは、それまでのハリウッド映画では倫理的に許されないほどの異常な悪女であった。従来、明るい美人の役柄を得意としてきたバーバラ・スタンウィックは、自ら選んだ金髪のかつらを被り、フィリス役に挑んだ。アカデミー主演女優賞にもノミネートされたが、受賞は逸した。
夫の殺害に際しても何ら動じず、むしろ笑みさえ浮かべるフィリスの非情さは、ファム・ファタール（運命の女、危険な女）と言われる女性像のクラシックになっている。

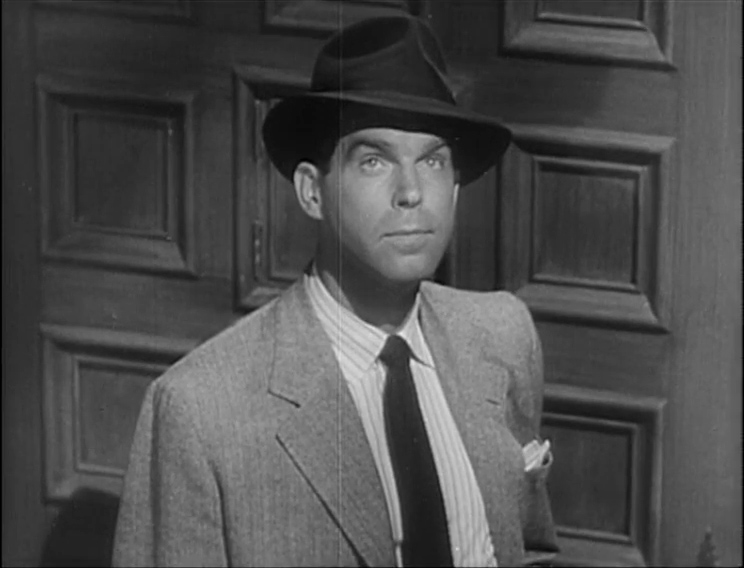
フレッド・マクマレイ

原作では「ウォルター・ネス」だった主人公は、ロサンゼルスに当時、偶然にも同姓同名の保険外交員が実在したことからトラブルを慮って「ネフ」に改名された。
当時、この主人公役のオファーに応じる俳優はほとんどいなかった。多くの男優とそのマネージャーは、悪女の誘惑に屈して破滅するような「不道徳なアンチヒーロー」であるキャラクターを演じることによる、スターとしてのイメージダウンを怖れたのである。
当初は、主演にポール・ダグラスを考えていたが、ダグラスが急死したため、最終的にワイルダーは、もっぱら凡庸なB級コメディ映画の主役専門だった二枚目フレッド・マクマレイを強引に口説き落とし、ネフ役に据えた。マクマレイにとっては初のシリアスな主演映画となり、彼の新境地を開くことになった。

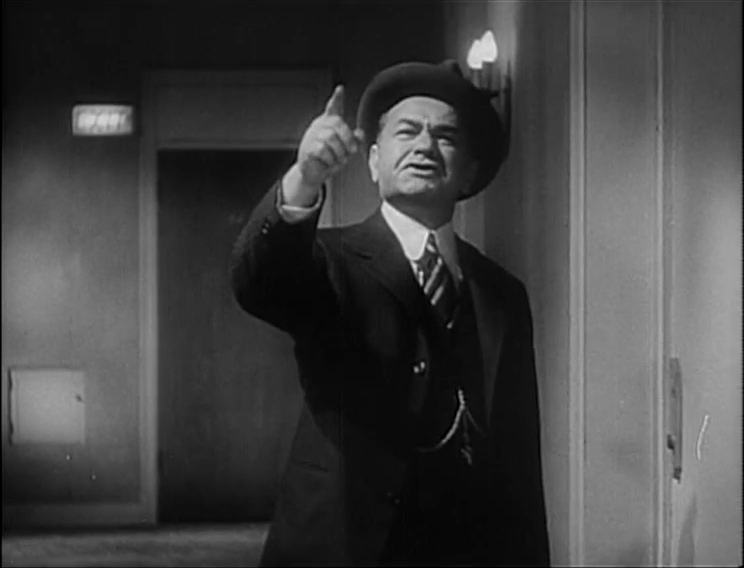
エドワード・G・ロビンソン

行動的な調査員・キーズを演じたエドワード・G・ロビンソンは、ギャング役で鳴らした大スターとして知られるが、知識人・労働者、善人・悪人の何れもこなせる万能型の性格俳優であった。短躯でダミ声の強面である彼は、本作では葉巻片手に圧倒的な早口で喋りまくり、ユーモアをも交えた緩急に富む演技で、この重苦しい作品の息抜き役ともなっている。ネフと悪女フィリスの関係が破滅の道へ陥っていくのと対照的に、ネフとキーズの「男の友情」は全編に貫かれ、ラストシーンに至って、物語に深い余韻を残した。

## 評価
公開時は「倫理的に許し難い映画」という保守派の批判もあったが、戦時中の不安な世相の中で、観客の嗜好に合致したこともあり、大好評を博した。
ある種の「掟破り」ともいえ、以後『郵便配達は二度ベルを鳴らす』（1946年、監督はテイ・ガーネット）など、当時としてはインモラルなテーマの映画をハリウッドに輩出するきっかけともなった。
1946年にはフランスで公開され、早くから「フィルム・ノワール」の代表例として認識されることになった。
戦後、洋の東西を問わず、「不倫が動機の保険金殺人」という題材は、多くのミステリー・映画・テレビドラマに用いられたが、その源流は『深夜の告白』にある、と言っても過言ではない。
ウディ・アレンは、この作品を「史上最高の映画」と評し、賞賛している。
Rotten Tomatoesによれば、批評家の一致した見解は「ジェームズ・M・ケインの小説をビリー・ワイルダーとレイモンド・チャンドラーがダークで、緊張感のある構成で翻案した『深夜の告白』はハリウッドのフィルム・ノワールにおける最高傑作のスタンダードであり続けている。」であり、92件の評論のうち高評価は97%にあたる89件で、平均点は10点満点中9.2点となっている。
Metacriticによれば、17件の評論のうち、高評価は16件、賛否混在は1件、低評価はなく、平均点は100点満点中95点となっている。

## シナリオの書籍化
日本では、小学館から出版された。映画に興味のないチャンドラーが、詳細な描写をト書きに書いたことから、ワイルダーは「彼はシナリオが分かっていない」と思った、などの逸話やワイルダー曰く、本来のラストシーンになるはずだったガス室セットでのネフの処刑シーンのスチールが紹介されている。
| 出版年    | タイトル                                              | 出版社 | シリーズ名 | 訳者     | 巻末                                                                                         | ページ数 | ISBNコード    | カバーデザイン                          | 備考 |
| --------- | ----------------------------------------------------- | ------ | ---------- | -------- | -------------------------------------------------------------------------------------------- | -------- | ------------- | --------------------------------------- | ---- |
| 2000年7月 | 深夜の告白 DOUBLE INDEMNITY （原題:Double Indemnity） | 小学館 | （単行本） | 森田義信 | マーロウと過ごしたLAの一日（原題:WITH MARLOWE IN L.A.） ウィリアム・F・ノーラン、倉持奈穂=訳 | 222      | 4-09-356221-0 | 造本・装幀・本文DTP 寺山祐策+大村麻紀子 |      |

## カメオ出演
脚本のレイモンド・チャンドラーが（口を極めて原作と監督を罵っていたにもかかわらず）わざわざカメオ出演している。本作の序盤、キーズのオフィスをネフが出るところで、廊下の椅子にかけて雑誌を読んでいる仏頂面の男の姿が映り、ネフが通りかかると偏屈な三白眼でちらと見上げるのが、彼である。